# Charles Murigande
 (novembre 2019).
Si vous disposez d'ouvrages ou d'articles de référence ou si vous connaissez des sites web de qualité traitant du thème abordé ici, merci de compléter l'article en donnant les références utiles à sa vérifiabilité et en les liant à la section « Notes et références ».
Charles Murigande, né le 15 août 1958 à Butare, Rwanda, est un homme politique rwandais. 

## Biographie
Charles Murigande est ministre des Affaires étrangères et de la Coopération régionale du 15 novembre 2002 au 8 mars 2008. Puis le 26 juin 2009, il devient ministre de l'Éducation. En 2011 il est nommé ambassadeur à Tokyo